# Peter Fraser, Baron Fraser of Carmyllie
Peter Lovat Fraser, Fraser Baron de Carmyllie (29 de mayo de 1945 - 22 de junio de 2013) fue un político y abogado escocés.

## Biografía
La madre de Peter Fraser murió cuando él tenía 12 años cuando vivía en Zambia, donde su padre se desempeñaba como ministro. Anthony Eden, el entonces primer ministro, intervino a petición del amigo de la familia Brendan Bracken para ayudar a Fraser en obtener una beca para Loretto School, la escuela privada en Musselburgh, donde Eden era un administrador.
Fue educado en la escuela de Loretto, Musselburgh, East Lothian, y se graduó de BA (Hons) y LLM (Hons),en  Gonville y Caius College, Cambridge, antes de ir a la Universidad de Edimburgo. Fue elegido miembro de la Facultad de Abogados en 1969 y en 1972 fue profesor a tiempo parcial en el derecho constitucional de la Universidad Heriot-Watt por dos años. En 1979 fue nombrado Abogado Junior Permanente del Ministerio de Asuntos Exteriores y se convirtió en abogado de la Corona en 1982.
En 1969 se casó con Fiona Murray Mair.